# Бьозе Онкелс
Бьозе Онкелс (на немски: Böhse Onkelz, в прев. Лоши чичовци) е германска хардрок група, която е създадена в края на 70-те години. Тя е известна още с прозвището „Чичовците“ (на немски: Die Onkelz).

## История
За сформирането на групата спомага пънк вълната, която залива и Германия през 1979. Но след като левите обсебват пънк движението Бьозе Онкелц му казват сбогом и се присъединяват към един култ, който китариста Гонзо въвежда след едно посещение в Берлин – Скинхедс.
В него те намират онова, което им е липсвало при пънкарите: действие, задружност и много фън. Отначало политиката не е играла роля, но след първото си демо 1982 „Чичовците“ записват година по късно още едно, което става ябълката на раздора съдържайки песни от типа на „Турците вън!“ и „Германия на германците“. През 1984 лейбълът „Rock – O – Rama“ специализирал се изключително в издаването на групи с дясно радикални виждания, подписва договор с Бьозе Онкелс и изкарва дебютната им плоча „Любезният човек“ (на немски Der Nette Mann). Албумът избухва като бомба в кръговете скинхедс и футболните запалянковци. Песни като „Франция '84“ и „Др. Мартен Беат“ (на немски Dr. Marten Beat) манифестират насилническия имидж на групата, а патриотичния химн „Германия“ затвърждава дясната ориентация на „Чичовците“. През следващата година фирмата пуска вторият им албум „Лоши хора, лоши песни“ (на немски Bohse Menschen, Bohse Lieder), който отново се радва на широк интерес сред скинхедс, хулиганс и сродни групировки. 1986 е година на промените за групата. Те издават последния си албум за „Rock – O – Rama“ Мексико, федералния съд забранява плочата им „Любезният човек“, а фирмата „Metal Enterprises“ ги взима под свое крило след като групата официално обявява, че затваря скинхед страницата от своята история.

## Дискография

### Албуми
1. Любезният човек (Der Nette Mann) (1984)
2. Лоши хора, лоши песни (Bohse Menschen, Bohse Lieder) (1985)
3. Мексико (Mexico) (1986)
4. Чичовци като нас... (Onkelz Wie Wir...) (1987)
5. Кръчмарски терористи (Kneipenterroristen) (1988)
6. Марш на Лъжите (Lügenmarsch) (1989)
7. Време е (Es Ist Soweit) (1990)
8. Още не сме се насители (Wir Ham' Noch Lange Nicht Genug) (1991)
9. На живо във Виена (Live in Vienna) (1992)
10. Святи Песни (Heilige Lieder) (1992)
11. Бял (Weiß) (1993)
12. Черен (Schwarz) (1993)
13. Мразени, проклети, боготворени (Gehasst, Verdammt, Vergöttert) (1994)
14. Тук са чичовците (Hier Sind Die Onkelz) (1995)
15. Едно (E.I.N.S.) (1996)
16. На живо в Дортмунд (Live In Dortmund) (1997)
17. Вива (Да живей) лос тиос (Viva Los Tioz) (1998)
18. Една лоша приказка (Ein Böses Märchen) (2000)
19. Вчера беше днес още утре (Gestern War Heute Noch Morgen) (2001)
20. Турне 2000 (Tour 2000) (2000)
21. 20 години – на живо във Франкфурт (20 Jahre - Live In Frankfurt) (2001)
22. Допамин (Dopamin) (2002)
23. Адиос (Довиждане) (Adios) (2004)
24. На живо в Хамбург (Live In Hamburg) (2005)
25. Ла ултима (Последната) – На живо в Берлин (La Ultima / Live In Berlin) (2005)
26. Вая кон тиос (Vaya Con Tioz) (2007)
27. Чичовци като нас (Onkelz Wie Wir) (2007)